# PZL Bielsko SZD-59
Dimensions
Le planeur SZD-59 Acro est un planeur monoplace fabriqué en matériaux composites. Il a été conçu pour la voltige et le vol de distance.
Il est fabriqué par PZL Allstar à Bielsko-Biała, Pologne.

## Conception et certification
Le SZD-59 Acro est dérivé du planeur standard SZD-48-3 Jantar.
Le fuselage est une version légèrement modifiée de celui utilisée sur le Jantar Version 3. Toutefois, l'empennage en T a été remplacé par un empennage cruciforme avec des surfaces augmentées.
La conception est prévue pour 15 000 heures, mais n'est certifiée que pour 4 000 heures. 
Dans la configuration 15 mètres, le SDZ_59 est certifié JAR22 en catégorie Standard et la version 13,2 mètres est aussi certifiée JAR22 en catégorie voltige.

## Construction
Le prototype a effectué sa première démonstration durant les Championnats du monde de voltige en 1991 à Zielona Góra. 
22 exemplaires sortirent des chaines de production jusqu'à la défaillance économique du constructeur.
Allstar PZL Glider Sp. z o.o. à Bielsko-Biala redémarra la production en 2007, C'est le seul planeur de voltige unlimited encore en production.

## Planeur
Avec un handicap de 100, donnée par l'Aero club allemand en 2008, le SDZ-59 dans sa configuration 15 mètres est typiquement un planeur de classe Club. Avec les rallonges portant l'envergure à 15 mètres, les performances de charge alaire augmentent. De plus, on peut utiliser les ballasts de 150 litres. En configuration 13.2 mètres, l'utilisation de ballast est interdite.

## Acrobaties
Dans la configuration 13.2 m, le SZD-59 est certifié en catégorie "non limité".
Bien que la compétition internationale soit dominée par les planeurs Swift S-1 and MDM-1 Fox  le SDZ-59 domine dans les championnats nationaux et régionaux.

## Planeur de voltige comparable
Les performances du SZD-59 en 13.2 m sont comparables à :
- MDM-1 Fox et Solo-Fox
- MDM_Swift_S1
- Cirrus K
- Start & Flug H101 Salto
- Vogt Lo-100

### Planeur de performance identique en classe standard
Le SZD-59 15 m est comparable aux planeurs Alexander_Schleicher_ASW_19, Glaser-Dirks DG-100, Rolladen-Schneider LS1f, Glasflügel H206 Hornet, PZL Bialsko Jantar Standard, Grob G-102 Standard Astir, Bölkow Phöbus B3, Schempp-Hirth Cirrus/Cirrus VTC 17,74m, Schempp-Hirth Standard Cirrus 16m, Bölkow Phöbus C1, Akaflieg Darmstadt D37, Akaflieg Braunschweig SB 7, Neukom Elfe 17m, Standard Libelle 17m et le Delphin 1 de Fritz Mahrer

## Sources
https://szdallstar.com/en/products/szd-59-1-acro/
- EASA.A.310 - SZD-59 “ACRO”